# Polonaise cung Sol thứ (Chopin)
Polonaise cung Sol thứ , B.1 là tác phẩm polonaise đầu tiên và cũng là tác phẩm đầu tiên của nhà soạn nhạc người Ba Lan Frédéric Chopin. Bản polonaise này được viết vào năm 1817, khi ấy Chopin mới có 7 tuổi. Dù chưa phải là thành quả lớn, nhưng tác phẩm là một thành tích vượt bậc với một đứa trẻ như thế. Một tạp chí văn học ra tháng 1 năm 1818 của Ba Lan đã bình luận về tác phẩm cũng như tài năng bắt đầu lớn của Chopin như sau:
| “ | Chúng ta không thể làm ngơ bản Polonaise viết cho đàn piano của Chopin, một đứa trẻ bảy tuổi, con trai ông Nicolas Chopin, giáo viên dạy ngôn ngữ và văn học Pháp | ” |

Nhờ đó, danh tiếng của cậu bé Chopin vang xa.